# And Now... Ladies and Gentlemen
And Now ... Ladies and Gentlemen és una pel·lícula francesa dirigida per Claude Lelouch, estrenada el 2002.

## Argument
Valentin (Jeremy Irons), un esmunyedís mestre que ha aconseguit grans robatoris en les més importants joieries d'Europa fent servir el seu irresistible encant, és buscat per la policia. S'embarca en un veler per a una volta al món. Jane (Patricia Kaas), cantant de jazz, somia de d'anar-se'n del darrere del bar de l'hotel de gran luxe. Es troben en un hotel a la costa del Marroc on té lloc un robatori de joies.

## Repartiment
- Jeremy Irons: Valentin
- Patricia Kaas: Jane
- Thierry Lhermitte: Xavier
- Alessandra Martines: Françoise
- Jean-Marie Bigard: el farmaceutic i el doctor Lamy
- Claudia Cardinale: la comtessa Falconetti
- Ticky Holgado: Boubou
- Yvan Attal: David
- Amidou: l'inspector
- Laura Mayne: la cantant negra
- Sylvie Loeillet: Soleil
- Constantin Alexandrov: Sr. Falconetti
- Stéphane Ferrara: Sam Hernandez
- Samuel Labarthe: el trompetista
- Paul Freeman: El client anglès
- Souad Amidou: la cambrera
- Patrick Braoudé: el joier de Bulgari
- Mouna Fettou: recepcionista

## Premis
- Selecció oficial al Festival de Cannes 2002[2]